# الونگن
الونگن (به فرانسوی: Ohlungen) یک کمون در فرانسه با جمعیت ۱۲۴۷ نفر است که در Canton of Haguenau واقع شده‌است.